# Xanca de Blake
La xanca de Blake (Grallaria blakei) és una espècie d'ocell de la família dels gral·làrids (Grallariidae).

## Hàbitat i distribució
Habita el sotabosc de la selva pluvial dels Andes del centre del Perú.